# 758
Năm 758 là một năm trong lịch Julius.